# Полет 8622 на „Пегасус Еърлайнс“
Полет 8622 на „Пегасус Еърлайнс“ е редовен вътрешен пътнически полет от международното летище „Есенбога“, Анкара, до летище „Трабзон“, Трабзон, Турция, управляван от „Пегасус Еърлайнс“. На 13 януари 2018 г. самолетът „Боинг 737 Некст Дженерейшън-82R“, който изпълнява полета, излиза от лявата страна на пистата и частично се плъзга по скала при кацане на летище „Трабзон“, но не пада в Черно море (морето се намира непосредствено до пистата), тъй като единият му колесник засяда в терена. Въпреки че няма загинали или ранени сред 168-те пътници и екипаж на борда, машината е значително повредена и впоследствие е бракувана.
Губернаторът на провинция Трабзон заявява, че започва разследване на инцидента. Единият пилот твърди, че един от двигателите работи на пълна мощност, което причинява отклонението чрез асиметрична тяга. Към юни 2025 г. не са публикувани резултати от разследването, които да потвърдят или опровергаят тези твърдения.